# 渋川難波
渋川 難波（しぶかわ なんば、1986年5月19日 - ）は、競技麻雀のプロ雀士。広島県廿日市市出身、日本プロ麻雀協会、KADOKAWAサクラナイツ所属。愛称は、「渋てむ」。キャッチフレーズは、「魔神」、「最強の積み木遊び」。

## 経歴
広島市立大学情報科学部在学中の20歳の頃からオンライン麻雀「天鳳」の実況生配信を開始。
大学卒業後プロを目指して上京し、2011年に日本プロ麻雀協会10期前期生としてプロデビュー。2012年には「天鳳」の生配信を行っていたことをきっかけとして、プロ入り2年目にして「雀王決定戦」の解説を担当し、以降多くの対局解説を担当する。また、同年から連載を開始した塚脇永久の漫画『鉄鳴きの麒麟児』の闘牌監修を担当し、以後複数の麻雀漫画で闘牌監修を担当する。
2013年2月25日、プロ入り3年目・26歳で雀竜位を獲得。同年5月2日には「四神降臨～LEGEND～」に出場し、井出洋介、土田浩翔と戦う。
2015年7月、第13回野口恭一郎賞男性棋士部門を受賞し、最強戦代表決定戦出場権、モンド杯出場権を獲得。2017年3月第15回日本オープン優勝。
2020年からMリーグ公式解説を務める。
2021年5月、自身のYouTubeチャンネル「渋川式 麻雀通信」を開設。
2021年に第20期雀王の座に輝く。これにより矢島亨に続くグランドスラム（雀竜位、日本オープン、雀王の全てで優勝すること）を成し遂げた。このときには、「堀慎吾が2年前に雀王になってスターの階段を登っていくのを見て追いつきたいと思っていたので、これで少し追いつけたかと思う」という発言をしている。
2022年7月11日、Mリーグドラフト会議にてKADOKAWAサクラナイツより指名され、Mリーグ公式解説からMリーガーへの転身を果たす。
2023年3月24日、自身のYouTubeチャンネルを通じて、日本プロ麻雀連盟所属の早川林香との結婚を発表。翌々日の3月26日に行われた挙式及び披露宴にはMリーガーを始め、多くの競技麻雀プロが集まった。
2023年6月から行われたMトーナメント2023にて52名の頂点に輝く。

## 人物
- 幼少期に父が集めた麻雀漫画が多数あったことで麻雀に接し[2]、両親と妹と小学校の頃から家族麻雀をしていた[6]。父は麻雀に関する書籍を自主製作するほどの麻雀好きで、「魔神の父のМリーグ観戦記」のタイトルで近代麻雀（竹書房）の公式noteに連載を持つ[14]。
- 小学校の頃は、卓を回りながら四人分の手牌を一人で打つという孤独な遊びをし続けていた[15]。
- 小倉孝に憧れて麻雀プロになった。
- デジタル派の代表格であり、特に場況読みに優れている。
- 将棋のことはあまりわからないが、将棋番組を見て将棋の木村一基九段の解説を麻雀解説の参考にしている[6]。2024年10月20日、将棋ウォーズにて初段になった。
- 2017年の日本オープン優勝時に祝勝会を開いたところ、渋川を含めて3人しか集まらず[16]、2021年の第20期雀王獲得時の祝勝会にも堀慎吾を加えた4人しか集まらなかったこと[17]を本人が自虐的に語っている。
- 妻の早川林香とは友人を介して知り合い、早川の放送対局（早川自身も自信のあった対局）を見て渋川が「全部見たのですが、良かった打牌が1.2個しかありませんでした」と答えたことで早川が強い印象を持ち、程なく交際を始めたという。YouTubeチャンネル「渋川式 麻雀通信」の開設時も早川が撮影、編集、サムネイル作り、企画の提案等を行ってきたとのこと[18]。
- プロ雀士とYouTuber（VTuber）による私設リーグ「神域リーグ」にて、2023シーズンより新規参入する「チームグラディウス」の監督を務めた（2024年まで、2025年は開催見送り）[19]。
- 将棋棋士の藤井聡太に似ているといわれており[20]、そのことで日本テレビ系列『ZIP!』の取材を受けている[21]。
- 2023年5月に配信されたサクラナイツ最強決定戦では、サクラナイツのチームメイト相手に2半荘続けて役満を放銃する[注釈 2]という珍事を起こしている[22]。
- 風呂に入る事が好きで、オフの日には複数回入ることもあり、対局に向かう前のルーティンとして入浴を挙げているほど。その為夫婦での旅行先は温泉のある場所が多いとのこと。その事を知っている渋川のファン（通称ナンバーズ）からはオフ会やファンイベントで差し入れとして入浴剤などを貰うことが多い。

## 獲得タイトル
- 雀竜位 優勝（第11期）[1]
- 第15回日本オープン 優勝[1]（2017年）
- 雀王 優勝（第20期）[8]
- Mトーナメント2023 優勝
- 第4回fuzzカップ 優勝（2024年）

## Mリーグ成績
| シーズン | チーム               | 半荘 | 個人スコア | 個人スコア | 個人スコア | 最高スコア | 最高スコア | 4着回避率 | 4着回避率 | 連対率 | トップ率 | 平均 着順 | 1着 | 1.5 | 2着 | 2.5 | 3着 | 3.5 | 4着 | 参照   |
| シーズン | チーム               | 半荘 | Pt         | 順位       | 平均       | 点         | 順位       | 率        | 順位      | 連対率 | トップ率 | 平均 着順 | 1着 | 1.5 | 2着 | 2.5 | 3着 | 3.5 | 4着 | 参照   |
| -------- | -------------------- | ---- | ---------- | ---------- | ---------- | ---------- | ---------- | --------- | --------- | ------ | -------- | --------- | --- | --- | --- | --- | --- | --- | --- | ------ |
| 2022-23  | KADOKAWAサクラナイツ | 24   | ▲105.1     | 21/32      | ▲4.4       | 56,700     | 21/32      | 0.7500    | 16T/32    | 50.0%  | 20.8%    | 2.54      | 5   | 0   | 7   | 0   | 6   | 0   | 6   | [ 23 ] |
| 2023-24  | KADOKAWAサクラナイツ | 23   | 147.2      | 9/36       | 6.4        | 72,600     | 6/36       | 0.7826    | 12/36     | 52.2%  | 34.8%    | 2.35      | 8   | 0   | 4   | 0   | 6   | 0   | 5   | [ 24 ] |
| 2024-25  | KADOKAWAサクラナイツ | 27   | 76.7       | 17/36      | 2.8        | 49,100     | 27/36      | 0.7778    | 16T/36    | 55.6%  | 25.9%    | 2.41      | 7   | 0   | 8   | 0   | 6   | 0   | 6   | [ 25 ] |
| 通算     | 通算                 | 74   | 118.8      | 118.8      | 1.6        | 72,600     | 72,600     | 77.0%     | 77.0%     | 52.7%  | 27.0%    | 2.43      | 20  | 0   | 19  | 0   | 18  | 0   | 17  |        |

- 個人賞は規定打荘数（20半荘）以上の選手が対象
- 着順の1.5、2.5、3.5は1着同着、2着同着、3着同着

| シーズン               | チーム                 | 半荘                   | 個人スコア             | 個人スコア             | 最高スコア             | 4着回避率              | 連対率                 | トップ率               | 平着                   | 1着                    | 1.5                    | 2着                    | 2.5                    | 3着                    | 3.5                    | 4着                    |                        |
| シーズン               | チーム                 | 半荘                   | Pt                     | 平均                   | 最高スコア             | 4着回避率              | 連対率                 | トップ率               | 平着                   | 1着                    | 1.5                    | 2着                    | 2.5                    | 3着                    | 3.5                    | 4着                    |                        |
| セミファイナルシリーズ | セミファイナルシリーズ | セミファイナルシリーズ | セミファイナルシリーズ | セミファイナルシリーズ | セミファイナルシリーズ | セミファイナルシリーズ | セミファイナルシリーズ | セミファイナルシリーズ | セミファイナルシリーズ | セミファイナルシリーズ | セミファイナルシリーズ | セミファイナルシリーズ | セミファイナルシリーズ | セミファイナルシリーズ | セミファイナルシリーズ | セミファイナルシリーズ | セミファイナルシリーズ |
| ---------------------- | ---------------------- | ---------------------- | ---------------------- | ---------------------- | ---------------------- | ---------------------- | ---------------------- | ---------------------- | ---------------------- | ---------------------- | ---------------------- | ---------------------- | ---------------------- | ---------------------- | ---------------------- | ---------------------- | ---------------------- |
| 2022-23                | KADOKAWAサクラナイツ   | 5                      | 80.6                   | 16.1                   | 39,500                 | 80.0%                  | 60.0%                  | 60.0%                  | 2.00                   | 3                      | 0                      | 0                      | 0                      | 1                      | 0                      | 1                      |                        |
| 2023-24                | KADOKAWAサクラナイツ   | 5                      | ▲10.6                  | ▲2.1                   | 36,900                 | 80.0%                  | 80.0%                  | 0%                     | 2.40                   | 0                      | 0                      | 4                      | 0                      | 0                      | 0                      | 1                      |                        |
| セミファイナル通算     | セミファイナル通算     | 10                     | 70.0                   | 7.0                    | 39,500                 | 80.0%                  | 70.0%                  | 30.0%                  | 2.20                   | 3                      | 0                      | 4                      | 0                      | 1                      | 0                      | 2                      |                        |
| ファイナルシリーズ     |                        |                        |                        |                        |                        |                        |                        |                        |                        |                        |                        |                        |                        |                        |                        |                        |                        |
| 2023-24                | KADOKAWAサクラナイツ   | 4                      | ▲113.3                 | ▲28.3                  | 29,400                 | 50.0%                  | 25.0%                  | 0%                     | 3.25                   | 0                      | 0                      | 1                      | 0                      | 1                      | 0                      | 2                      |                        |
| ファイナル通算         | ファイナル通算         | 4                      | ▲113.3                 | ▲28.3                  | 29,400                 | 50.0%                  | 25.0%                  | 0%                     | 3.25                   | 0                      | 0                      | 1                      | 0                      | 1                      | 0                      | 2                      |                        |
| ポストシーズン通算     | ポストシーズン通算     | 14                     | ▲43.3                  | ▲3.1                   | 39,500                 | 71.4%                  | 57.1%                  | 21.4%                  | 2.50                   | 3                      | 0                      | 5                      | 0                      | 2                      | 0                      | 4                      |                        |

## 作品

### 著書
- 麻雀 魔神の読み（2012年9月、マイナビ） ISBN 978-4839944469
- 麻雀 魔神の攻め（2013年3月、マイナビ） ISBN 978-4839946555
- 麻雀 魔神の実戦（2013年9月、マイナビ） ISBN 978-4839948597
- 魔神ラーニング（2021年10月、竹書房） ISBN 978-4801928442
- 麻雀 天才の思考 魔神の選択 堀慎吾×渋川難波（堀慎吾との共著）（2023年7月、KADOKAWA） ISBN 978-4046064240

### 闘牌監修
- 鉄鳴きの麒麟児（作画：塚脇永久 近代麻雀 竹書房）
- 赤鬼哭いた（作画：小松大幹 近代麻雀 竹書房）
- 牌人ゲーム（作画：木乃ひのき 近代麻雀 竹書房）
- キリンジゲート（作画：塚脇永久 近代麻雀 竹書房）
- ピークアウト（作画：塚脇永久 近代麻雀・竹書房）